# Muravera
Muravera är en ort och kommun i provinsen Sydsardinien i regionen Sardinien i sydvästra Italien. Kommunen hade 5 273 invånare (2017).